# Henriette de Mannoury d'Ectot
La marquise Henriette de Mannoury d'Ectot, née Henriette Joséphine Caroline Le Blanc en 1815 à Paris et morte le 6 aout 1899 dans le 8e arrondissement de Paris, est une salonnière et femme de lettres française, autrice de romans érotiques sous le pseudonyme Vicomtesse de Cœur Brûlant et journaliste sous le pseudonyme Marquise d’Ormsay. 
Elle est considérée comme l'autrice du premier roman érotique en français écrit par une femme.

## Biographie
Henriette Joséphine Caroline Le Blanc, née en 1815 à Paris, est la petit-fille du chimiste Nicolas Leblanc et la fille du peintre César-Nicolas-Louis Leblanc. 
Tenant un salon littéraire à Argentan, en Normandie, avec son mari le marquis d'Ectot,, elle dirige la Revue biographique à partir de mars 1862 et collabore, sous le pseudonyme Marquise d’Ormsay, à plusieurs revues,, comme La Parisienne en 1865 et la Gazette du grand monde en 1867.
Elle publie sous son nom une notice sur son grand-père Nicolas Leblanc, et, sous pseudonyme, plusieurs romans érotiques, dont le Roman de Violette, qui décrit des amours lesbiennes et l'utilisation de godemichets. Ce roman est considéré comme le premier roman érotique en français écrit par une femme.
Domiciliée au 10 rue de Miromesnil à Paris, elle meurt le 9 aout 1899, dans la rue du faubourg Saint-Honoré.

## Attribution des œuvres
Alors que le roman Les Cousines de la colonelle a été un temps attribué à Guy de Maupassant,, plusieurs études ont montré que cet ouvrage, ainsi que le Roman de Violette, ont été écrits par Henriette de Mannoury d'Ectot,,.

## Vie privée
Le 6 mars 1842, elle épouse le marquis Edmond de Mannoury d'Ectot. Le 18 avril 1843, elle a une fille, Edma Henriette, qui deviendra gouvernante, déléguée pour l'inspection des salles d'asile de Paris, puis inspectrice des écoles maternelles de la Haute-Garonne. Elle donne aussi naissance à deux fils, Charles et Henri.

## Œuvres
- Le Roman de Violette, Œuvre posthume d’une célébrité masquée, Lisbonne [Bruxelles], Antonio Da Boa-Vista [Auguste Brancart], 1870 [1883]    (Wikisource)
- H. de Mannoury d'Ectot, Notice sur la vie et les découvertes de Nicolas Le Blanc, Paris, Alliance des Arts, des Sciences et des lettres, 1880 (lire en ligne)
- Vicomtesse de Coeur-Brûlant, Les cousines de la colonelle, Lisbonne [Bruxelles], Antonio da Boa-Vista [Jean Gay et Mme Doucet], 1880 ; édition de 1911, Paris, Bibliothèque des Curieux    (Wikisource)
- Mémoires secrets d’un tailleur pour dames, par une femme masquée, édition illustrée d’un frontispice à l’eau-forte et de vingt-sept figures à mi-pages, Bruxelles, Gay et Doucé, 1880    (Wikisource)